# 熊龍
熊龍（英文：Alex Charles Loong Yoong，1976年7月20日—）是一位馬來西亞籍華裔一級方程式賽車車手，其父親為當地華人熊英華，母親為英國人。有一妹妹Philippa Yoong。
他七歲開始接觸賽車，其後曾參加不少方程式比賽。包括英國三級方程式、歐洲F3000及日本方程式。至2001年7月，熊龍得到馬來西亞政府及萬能彩票公司 (Magnum) 的支持，加入了意大利米納爾迪F1車隊，於2001年賽季曾參加最後三個分站賽事，及2002年賽季除比利時站外所有分站賽事，之後他的位置被英國車手安東尼·戴維森所替代。之後熊龍參加了四場Champ Car賽車。
熊龍現在是馬來西亞A1GP車隊兩位車手的其中一位，同時是全球眾多華裔車手中，第一個參加F1正式比賽的華人。
2016年11月5及6日，熊龍以一分之差力壓比利時車手Alessio Picallo，奪得奧迪R8 LMS盃賽全年冠軍寶座。

## F1出賽記錄

### 2001年
| 大獎賽 | 日期     | 排位 | 名次 |
| 意大利 | 9月16日  | 22   | 退出 |
| 美國   | 9月30日  | 22   | 退出 |
| 日本   | 10月14日 | 22   | 16   |

### 2002年
| 大獎賽   | 日期     | 排位 | 名次     |
| 澳大利亞 | 3月3日   | 21   | 7        |
| 馬來西亞 | 3月17日  | 22   | 退出     |
| 巴西     | 3月31日  | 22   | 13       |
| 聖馬力諾 | 4月14日  | --   | 未能通過 |
| 西班牙   | 4月28日  | --   | 未能通過 |
| 奧地利   | 5月12日  | 22   | 退出     |
| 摩納哥   | 5月26日  | 22   | 退出     |
| 加拿大   | 6月9日   | 22   | 14       |
| 歐洲     | 6月23日  | 22   | 退出     |
| 英國     | 7月7日   | --   | 未能通過 |
| 法國     | 7月21日  | 19   | 10       |
| 德國     | 7月28日  | --   | 未能通過 |
| 匈牙利   | 8月18日  | --   | 未能通過 |
| 意大利   | 9月15日  | 20   | 13       |
| 美國     | 9月29日  | 20   | 退出     |
| 日本     | 10月13日 | 20   | 退出     |

## 相關網站
- 熊龍的個人網站 （页面存档备份，存于）
- 熊龍 在DriverDB.com上的职业生涯数据（英文）